# Gare de Carhaix
Gare de Carhaix vasútállomás Franciaországban, Carhaix-Plouguer településen.

## Vasútvonalak
Az állomást az alábbi vasútvonalak érintik:
- Guingamp-Carhaix-vasútvonal
- Morlaix-Carhaix-vasútvonal

## Kapcsolódó állomások
A vasútállomáshoz az alábbi állomások vannak a legközelebb:
- Gare de Carnoët - Locarn (Gare de Guingamp, Guingamp-Carhaix-vasútvonal)